# Swissinfo

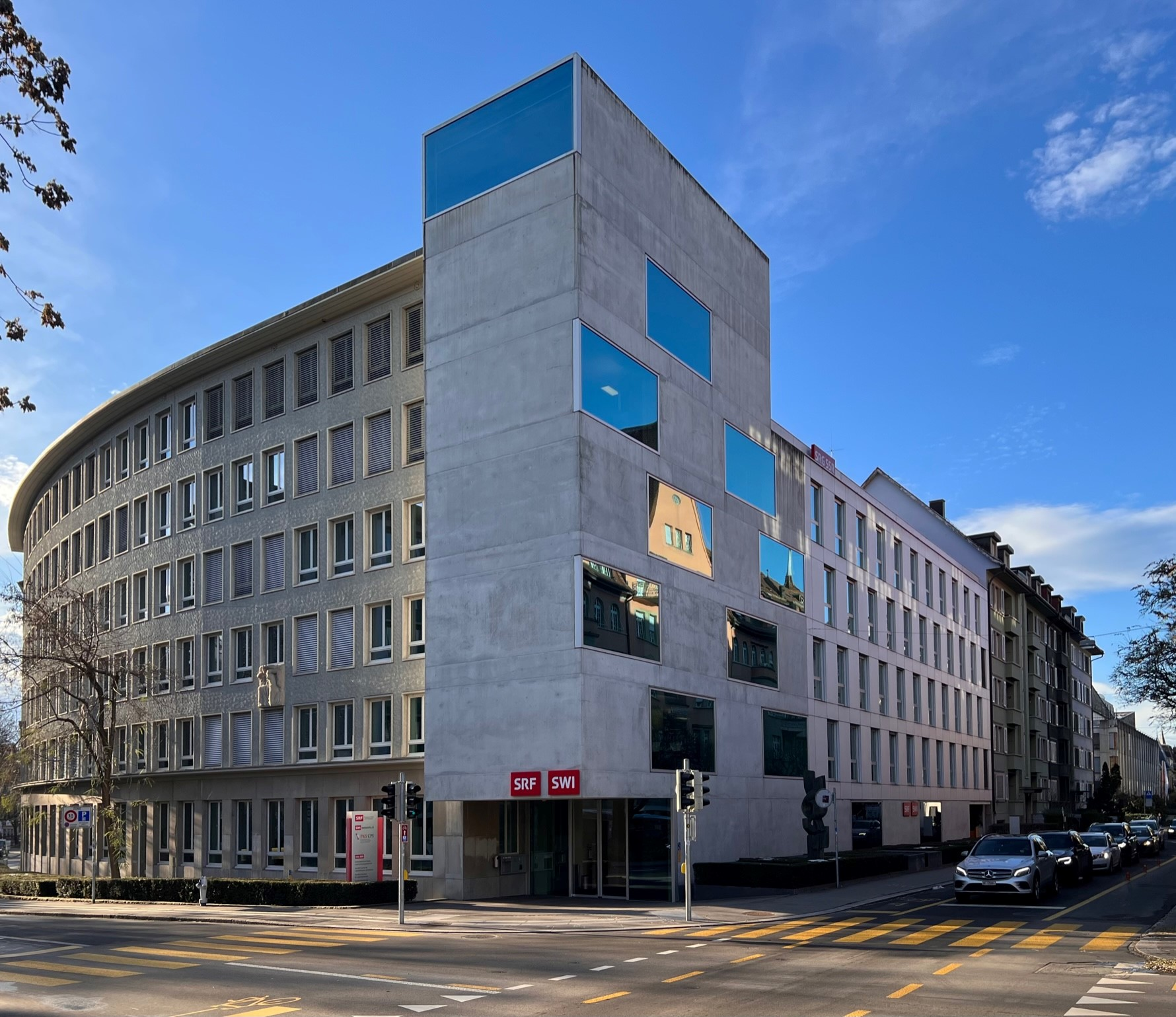
SWI swissinfo.ch Headquater.

SWI swissinfo.ch (antigament: Ràdio Suïssa Internacional) és una plataforma digital suïssa d'informació i notícies, disponible en deu llengües, i amb èmfasi especial en la temàtica suïssa.
Pertany a l'associació SRG SSR (en català, Societat Suïssa de Radiodifusió i Televisió), una de les majors empreses de comunicació de Suïssa. Té la seua seu principal al Berna, i sucursals a Ginebra i Zúric.